# سلسلة اغتيالات ثورة الأرز
سلسلة اغتيالات ثورة الأرز أو «شهداء الأرز» هو مصطلح أطلق على رجال ونساء اغتيلوا بسبب مواقفهم الداعية إلى وحدة وسيادة واستقلال لبنان. وتدخلت الأمم المتحدة في التحقيق في هذه الاغتيالات وأنشأت محكمة دولية لمحاكمة المخططين والمساهمين والمنفذين لجميع هذه الاغتيالات.

## الضحايا
- الرئيس رفيق الحريري: اغتيل يوم 14 شباط عام 2005 بانفجار ضخم في منطقة السان جورج في بيروت. وقتل في الانفجار 19 شخصا أخرين كانوا إما برفقة الرئيس أو في جوار الحادث كما جرح العديد منهم كالوزير باسل فليحان الذي توفي فيما بعد. التحقيق الدولي ما زال جاريا لكشف حقائق هذا الاغتيال.
- باسل فليحان: استُهدف الوزير بنفس انفجار الشهيد الحريري وتوفي متأثرا بجروحه البليغة في مستشفى بيرسي العسكري بباريس بعد صراع 64 يوماً مع الحروق التي طالت 65% من جسمه.
- سمير قصير: اغتيل في 2 يونيو/حزيران 2005 تم اغتياله عن طريق قنبلة وضعت في سيارته.
- جورج حاوي: اغتيل بتفجير عبوة ناسفة بسيارته في منطقة وطى المصيطبة في بيروت بتاريخ 21 يونيو/حزيران 2005
- جبران تويني: اغتيل يوم الاثنين 12 ديسمبر/كانون الأول 2005 في اعتداء بسيارة مفخخة في ضاحية المكلس شرق بيروت.
- بيار الجميل: اغتيل في 21 نوفمبر 2006 بعد أن أطلق ثلاثة مجهولون النار على سيارته في منطقة الجديدة في ضاحية بيروت الشمالية.
- وليد عيدو: اغتيل بتاريخ 13 يونيو/حزيران 2007 بتفجير سيارته في بيروت أودى به ومعه نجله الأكبر خالد واربعة مواطنين أخرى ن.
- أنطوان غانم: اغتيل في يوم 19 سبتمبر/أيلول 2007 في انفجار عنيف بواسطة سيارة مفخخة في منطقة سن الفيل في شرقي بيروت.
- وسام الحسن: اغتيل بتاريخ 19 عشر أكتوبر من عام 2012 في انفجار كبير وقع بالاشرافية.
- محمد شطح اغتيل بتاريخ 27 ديسمبر من عام 2013 في عين المريسة في بيروت اغتيال محمد شطح.

## ضحايا أخرون
تم اغتيال العديد من الشخصيات التي لم تشارك في الأعمال السياسية إلا أن لها علاقة إما في التحقيقات المتعلقة بالاغتيالات أو لها علاقة بالتطورات السياسية في هذه الفترة ومنهم:
- العميد الركن فرانسوا الحاج مدير العمليات في الجيش الذي استُهدف بانفجار ناتج عن سيارة مفخخة انفجرت لدى مرور سيارته وقتل أربعة من مرافقيه. وكان مدير عمليات المعارك مع إرهابيي الشمال.
- النقيب في قوى الأمن الداخلي وسام عيد الذي اغتيل بعبوة ناسفة أدت إلى مقتل مرافقه وأربعة مدنيين آخرين في منطقة الحدث وهم آلان صندوق، إميل فارس، سعيد عازار ورجاء المغربي.[1]
- أنطوان غانم

## ضحايا مرافقون
أدت التفجيرات إلى المقتل العديد من المرافقين والمارة. واللائحة التالية تسرد بعض اسمائهم:
- انفجار الحريري: توفي في هذا الانفجار:[2]
  - المرافقون القتلى يحيى العرب، طلال ناصر، مازن الذهبـي، محمد درويش، رواد حيدر، عمر المصري، زياد طراف.
  - المدنيون القتلى: عبد الحميد غلاييني، آلاء عصفور، جوزف عون، رواد حيدر، يمامة ضامن، عبدو أبو فرح، هيثم عثمان، ريما بزي، صبحي الخضر وزاهي أبو رجيلي.
- انفجار وليد عيدو: اغتيل في هذا الانفجار نجله وليد ومرافقه سعيد شومان ولاعبي نادي النجمة الرياضي حسين دقماق وحسين نعيم وعدد آخر من المارة[بحاجة لمصدر].
- انفجار أنطوان غانم: توفي في هذا الانفجار مرافقيه الشهيدين نهاد جورج غريب وطوني ضو.

## ناجون
واستهدف أخرون بعمليات اغتيال إلا أنهم نجوا منها وهم:
- مروان حمادة: وكان أول من استهدف بعمليات الاغتيال ونجا من الموت بأعجوبة من متفجرة وضعت في منطقة المنارة في بيروت.
- الياس المر: استهدف بمتفجرة وضعت في سيارته ونجا من الموت وأصيب بكفيه.
- مي شدياق: استهدفت بمتفجرة وضعت في سبارتها ونجت من الموت إلا أنها فقدت إحدى يديها ورجلها.
- سمير شحادة: نجا العقيد في قوى الأمن الداخلي وهو أحد مسؤولي التحقيقات في قضية اغتيال الرئيس رفيق الحريري، من هجوم بمتفجرة ناسفة متطورة وضعت عند مدخل مدينة صيدا الشمالي، قتل فيه أربعة من قوى الأمن الداخلي.